# Partido por la Libertad (España)
Partido por la Libertad (PxL) es un partido político de extrema derecha activo en España, con la excepción de Cataluña, donde está representado por su partido hermano PxC .

## Historia
En 2012, Josep Anglada de PxC anunció el estreno de la Plataforma por la Libertad (PxL), una expansión del partido al resto de España .  Anglada y el PxL protestaron contra la construcción de mezquitas en España.  La Plataforma por la Libertad fue refundada en 2013 como el Partido por la Libertad.   El PxL se presentó en muchos municipios en las elecciones locales de 2015, obteniendo dos concejales (uno en Alfoz de Lloredo  y otro en Valdeavero  ).